# سوزانا أكوستا
سوزانا أكوستا (بالإسبانية: Susana Acosta) هي لاعبة كرة الراح ‏ مكسيكية، ولدت في 8 ديسمبر 1976 في تشيهواهوا في المكسيك.